# شرکت آلومینیوم چین
شرکت آلومینیوم چین (به چینی: 中国铝业) یا به اختصار چالکو شرکت آلومینیوم چینی است، که در زمینه ساخت قطعات آلومینیومی، فولادسازی، تولید آلومینیوم اکسید و استخراج مس فعالیت می‌کند.
شرکت آلومینیوم چین در سال ۲۰۰۱ تأسیس شد و اکنون دومین تولیدکننده آلومینیوم اکسید در جهان می‌باشد. شرکت آلومینیوم چین مالک ۹ درصد از سهام شرکت ریو تینتو (دومین شرکت استخراج معادن جهان) می‌باشد.
دفتر مرکزی این شرکت در شهر پکن، چین قرار دارد و بخشی از سهام آن در بازارهای بورس شانگهای و بورس نیویورک معامله می‌شود.